# 맨체스터 유나이티드 FC의 역사
맨체스터 유나이티드 FC의 역사는 시기별로 다음과 같이 나눌 수 있다.
- 맨체스터 유나이티드 FC의 역사 (1878-1945)
- 맨체스터 유나이티드 FC의 역사 (1945-69)
- 맨체스터 유나이티드 FC의 역사 (1969-86)
- 맨체스터 유나이티드 FC의 역사 (1986-2013)